# Gemeine Napfschnecke
Die Gemeine Napfschnecke (Patella vulgata) ist eine Schneckenart, die vor allem in algenreichen Gebieten der meisten Felsenküsten vorkommt.

## Merkmale und Lebensweise
Ihre napfförmige Schale gleicht einem niedrigen Zuckerhut. Sie erreicht eine Länge bis zu 60 mm. Die Napfschnecken werden zunehmend kleiner, je weiter sie an der Wasserlinie sitzen. Außen ist sie grobstrahlig gerillt, oft grünlich oder bräunlich, innen perlmuttglänzend, mit abwechselnden weißen und dunkelbraunen strahligen Streifen. Die Napfschnecke lebt festsitzend an Felsen und Steinen in der Gezeiten- bzw. Brandungszone bzw. des Supra- und Eulitorals. Sie passt sich vollendet mit ihrem unregelmäßigen Schalenrand an kleine Unebenheiten der Unterlage an.

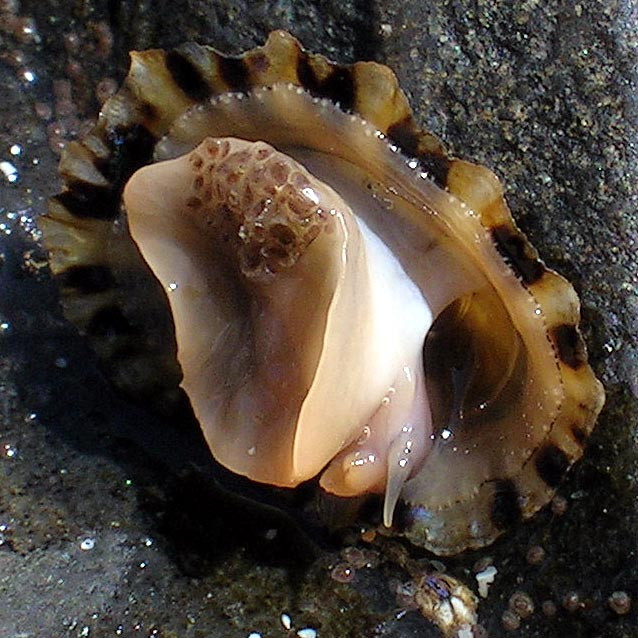
Der Körperbau der Napfschnecke weist Ähnlichkeiten mit dem der landbewohnenden Schnecken auf

Napfschnecken raspeln mit ihrer Radula den Algenbewuchs des Felsens ab, auf dem sie leben. Ihre Schleimspur, auf der sie sich fortbewegen, dient ihnen dazu, sich zu orientieren, so dass dieselben Bereiche nicht mehrfach aufgesucht werden. Zusätzlich unterstützt der Schleim der Napfschnecke den Bewuchs des Felsens mit neuen Algen.
Ihren Standort verlässt die Napfschnecke nur nachts, um Pflanzenbewuchs abzuweiden. Bemerkenswert ist, dass sie bei Tagesanbruch an ihren ursprünglichen Standort zurückkehrt. Napfschnecken verteidigen ihre Weideplätze gegen Artgenossen und andere konkurrierende Seepocken und Miesmuscheln, indem sie diese mit ihrer Schale rammen. Die Individuendichte der P. vulgata sinkt mit zunehmendem Algenbewuchs.
Die Napfschnecke ist sehr widerstandsfähig, sie hält es auch kurze Zeit auf dem Trockenen aus, z. B. bei Ebbe. Sie überlebt auch die „Entsalzung“ des sie umgebenden Wassers bei Regenfällen oder anderen Süßwasserzuflüssen.
Nach einer Studie an der Universität von Portsmouth sind die Zähne der Napfschnecke das festeste bekannte biologische Material, es löst damit die Spinnenseide als festestes Material ab. Die Zähne sind ein Kompositmaterial aus einer Proteinmatrix und Goethit, einem sehr harten Material, das als Nanofasern in die Matrix eingelagert ist. Diese führen zu einer gemessenen Festigkeit von 3 bis 6.5 GPa. Es wurde auch festgestellt, dass die Festigkeit unabhängig von der Größe der Struktur ist. Normalerweise nimmt bei solchen Strukturen auf Grund von Fehlern im System die Festigkeit mit der Größe ab.

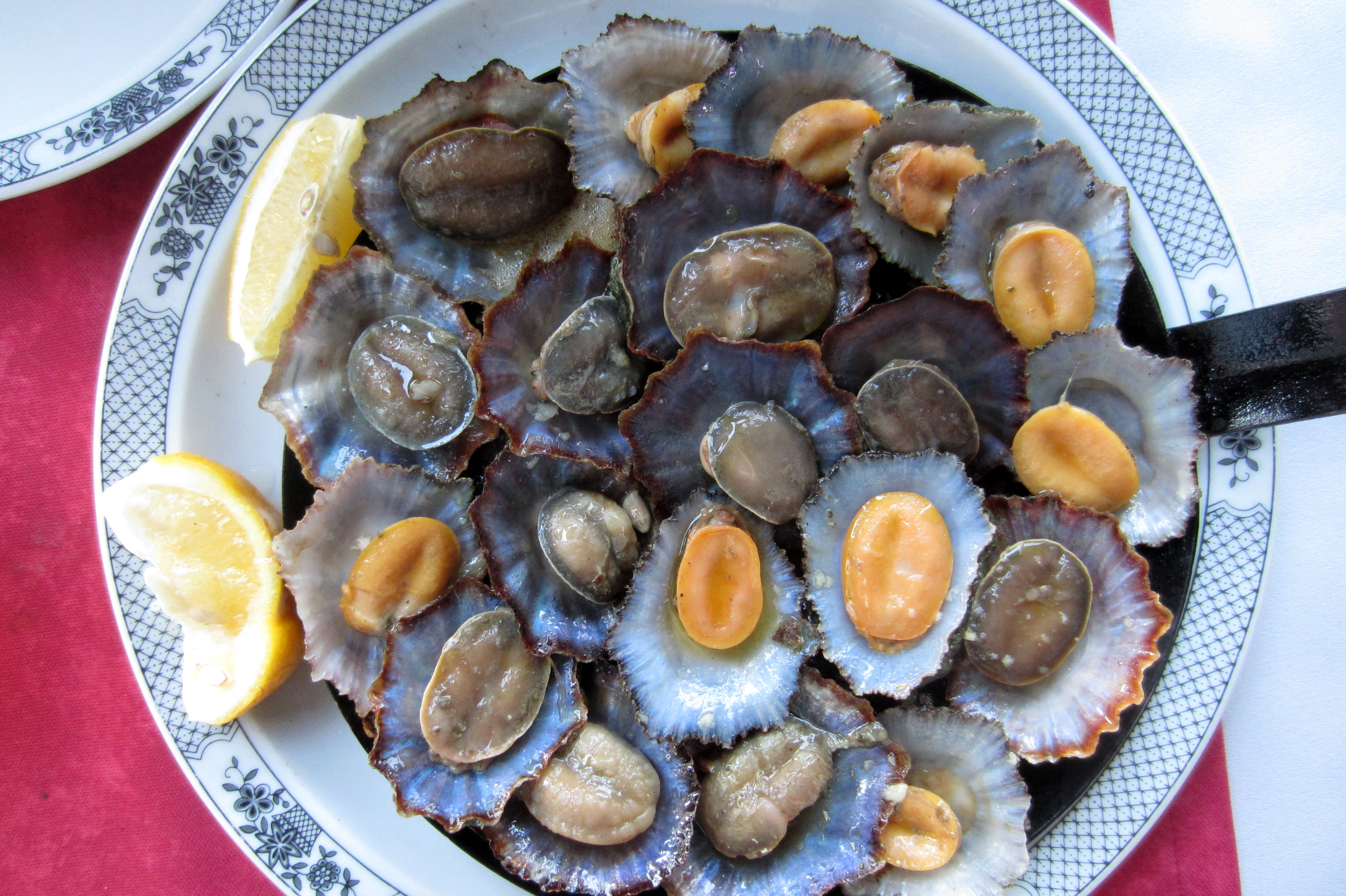
Traditionelles Napfschneckengericht „Lapas“ auf Madeira

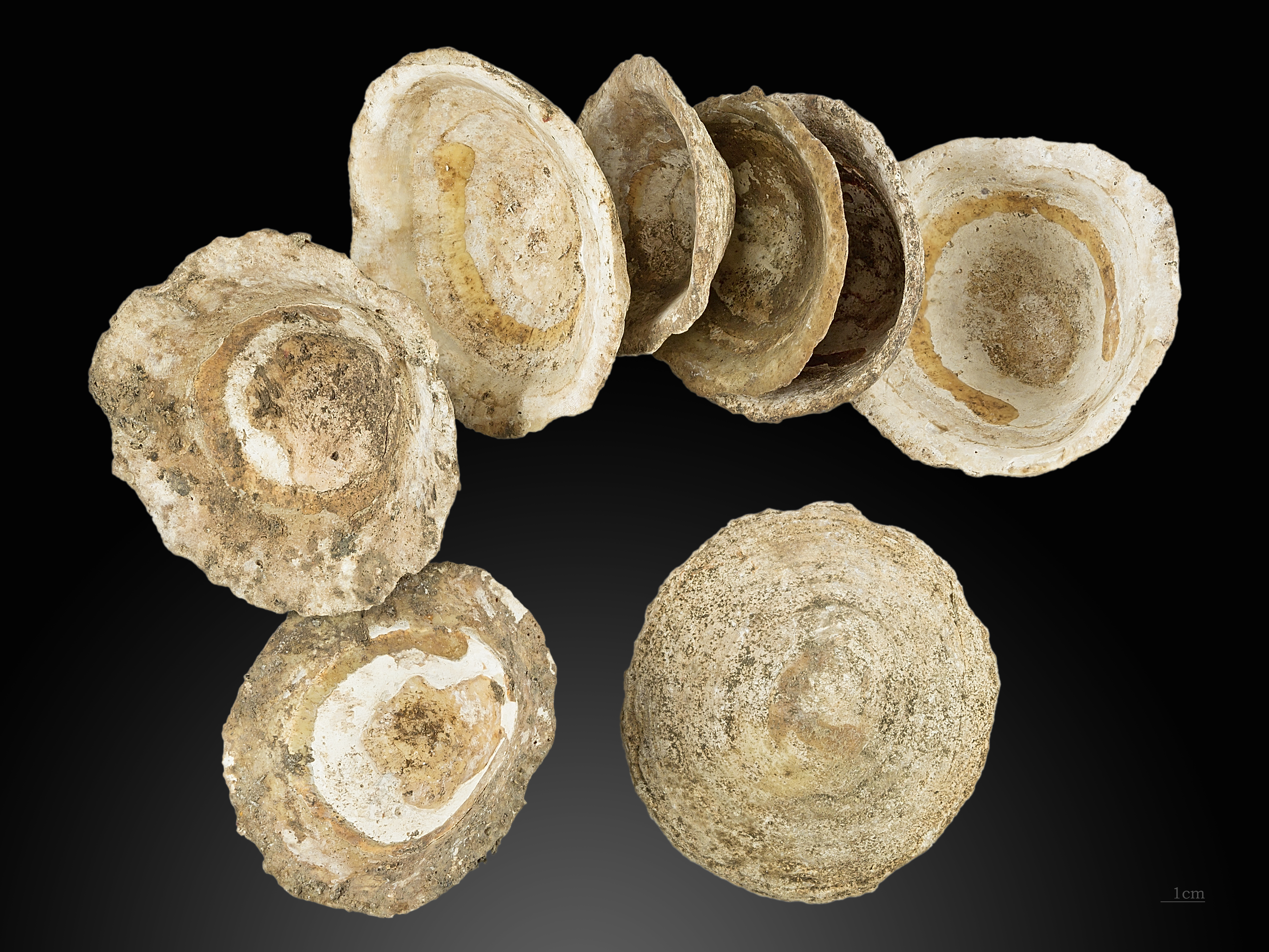
Reste einer Mahlzeit. Gemeine Napfschnecke aus dem Kantabrischen Magdalénien (vor 15 000 Jahren) der Höhle von Altamira.

Die Lagerplätze von Napfschnecken erkennt man an den runden Schalenspuren, die von der Napfschnecke durch Drehen der Schale gegen den Untergrund verursacht werden. Wenn die Napfschnecke ihren Standort aufsucht, kann sie sich durch den bereits vorhandenen Schaleneindruck besonders dicht am Felsen festhalten. Auf der Unterseite einer Napfschnecke befindet sich ein großer, kreisrunder Saugfuß. Am Vorderende befindet sich ihr Kopf mit zwei Tentakeln. Der größte Teil der Schaleninnenseite wird vom Mantel bedeckt, dessen Rand mit weiteren kleineren Tentakeln versehen ist. Zwischen Mantel und Fuß befindet sich die Mantelrinne, in der sich die Kiemen befinden. Napfschnecken besitzen keine Kammkiemen, sondern zahlreiche Kiemenfäden zum Atmen.
Die Napfschnecken sind im Atlantik, im Ärmelkanal, in der Nordsee und auch im Mittelmeer vertreten.
Napfschnecken werden seit dem Magdalénien als Nahrung genutzt, ihre Überreste bilden oft große Muschelhaufen. Übermäßige Nutzung führte zu einer Größenreduktion der Schnecken. Die Schalen dienten früher auch als Schmuck.
Ihr Geschmack gleicht in etwa dem bekannter Muschelarten. Sie sind sowohl roh als auch gegart genießbar; allerdings finden sie heutzutage eher selten als Speiseschnecken Verwendung.